# Michel Sangaré
Pour les articles homonymes, voir Sangaré.
Michel Sangaré est un comédien malien mort à Bamako le 21 janvier 2019.

## Biographie
Comédien amateur depuis 1978, il remporte le prix du meilleur acteur à la Biennale des arts et de la culture du Mali et intègre en 1982 le Théâtre national du Mali.
En 1984, il intègre l’Institut national des arts de Bamako (INA) où il crée la troupe nationale des marionnettes et théâtre pour enfants.
Diplômé d’Art Dramatique à l’INA en 1987, il donne des cours de théâtre comme contractuel et enseigne l’histoire et la géographie dans des écoles fondamentales à Bamako.
Avec Habib Dembélé et le cinéaste Ousmane Sow il crée la troupe Tam Spectacle puis en 1996 Gwa Kulu.
En 2001, il reprend l’enseignement du théâtre à l’INA et à l’Institut National de la jeunesse et des sports (INJS) avant d’intégrer la troupe BlonBa avec qui il jouera notamment dans "Bougougnéré invite à dîner" de Jean-Louis Sagot-Duvauroux.
Michel Sangaré a également tourné dans plusieurs films dont Tafé Fanga d’Adama Drabo et Guimba le tyran de Cheick Oumar Sissoko.